# Pont de Suresnes
Le pont de Suresnes est un pont sur la Seine. Il relie le bois de Boulogne (Paris), à la ville de Suresnes (Hauts-de-Seine). Quatre ponts ont existé : le pont suspendu (1842-1870), le pont de bateaux (1870-1874), le pont métallique (1874-1950) et le pont actuel depuis cette dernière date.

## Historique

### Avant le pont
Suresnes est situé dans la banlieue ouest de Paris, sur la rive gauche de la Seine, qui la coupe donc de Paris. Durant des siècles, le fleuve a été utilisé pour la pêche et les transports de marchandises ou de personnes, même si la commune reste longtemps un simple village isolé, ne disposant ni de grande route, ni de pont. C'est à partir du milieu du XIXe siècle que la Seine commence à être domestiquée à Suresnes, chose favorisée par les besoins de l'industrie naissante (teintureries et blanchisseries au milieu du siècle, automobiles à sa fin). Le développement des transports permet à cette époque le désenclavement de la ville : outre le train qui arrive à Suresnes en 1839, un service de navettes fluviales relie Suresnes à Paris de 1866 à 1933,.

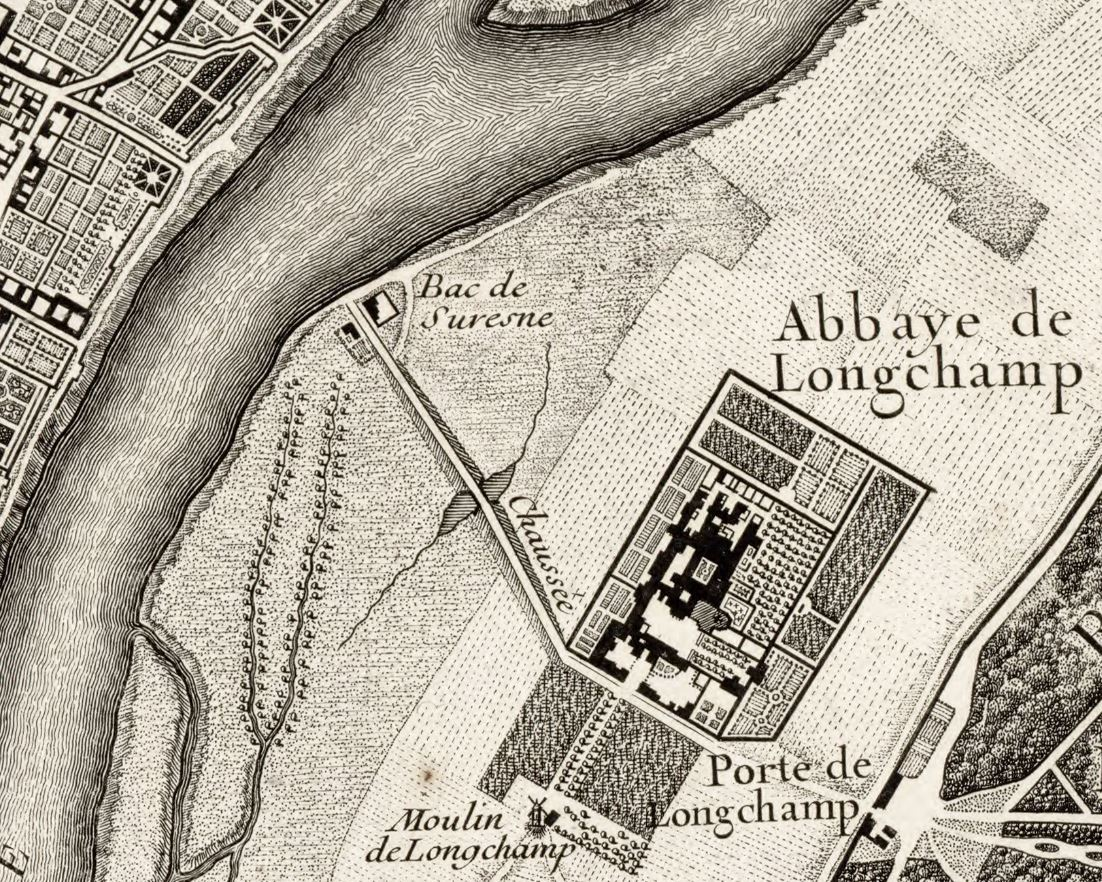
Localisation du…

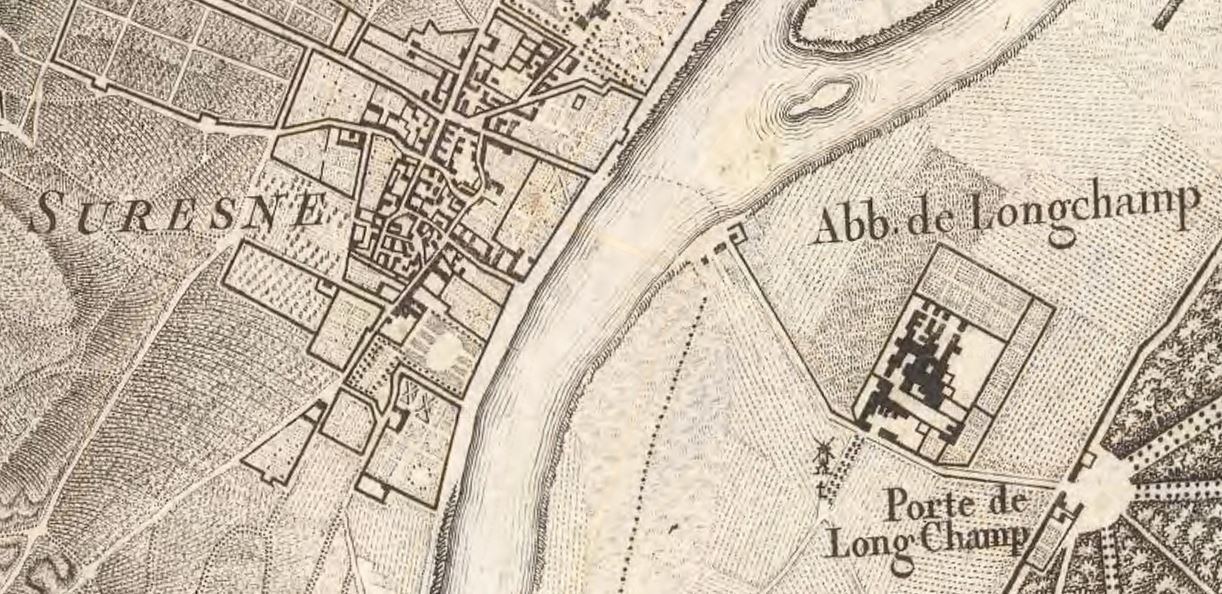
… bac de Suresnes.

Historiquement, le seul moyen pour traverser la Seine à Suresnes était le bac. La plus ancienne mention de ce type de bateau à fond plat à Suresnes remonte à 1590. Il permettait de rejoindre l'abbaye de Longchamp via la chaussée de l'Abbaye, le bois de Boulogne puis Paris, où étaient vendus des fruits et légumes cultivés à Suresnes. Dans l'autre sens, il était utilisé par les pieux Parisiens désirant participer au pèlerinage jusqu'au calvaire situé sur le mont Valérien, très populaire du XVIIe siècle jusqu'au début du XIXe siècle. La construction du pont de Neuilly (au nord) à la fin du XVIIIe siècle et la rénovation du pont de Saint-Cloud (au sud), certes éloignés, font concurrence au bac de Suresnes, bien moins sûr et pratique (on ne peut pas y emmener de gros animaux), et alors que le passage par le bois de Boulogne, où rôdent des brigands, est dangereux. Quoi qu'il en soit, alors que la révolution industrielle commence, les réseaux de transport se développent de plus en plus à travers le pays et la création de nouveaux ponts s'impose, tandis que le bac relève d'une ère révolue. À Suresnes, le dernier passeur du bac cesse son activité en 1837. La rue du Bac, perpendiculaire à la Seine, est le dernier témoignage de ce moyen de transport ancestral,,.
Jusqu'à la construction de barrages-écluses à partir des années 1860 pour canaliser la Seine, le niveau trop bas du fleuve ne permettait la navigation que la moitié de l'année ; il était même parfois si bas qu'on pouvait le traverser à pied. Après l'édification du dernier barrage en 1937, la Seine prend à Suresnes sa forme actuelle.

### Le premier pont: le pont suspendu
En 1838, la municipalité de Suresnes accepte la création d'un pont suspendu à péage proposé l'année précédente. Le roi Louis-Philippe donne son aval par l'ordonnance du 6 juillet 1839, dans le cadre d'une concession de 79 ans accordée à Monsieur Ruille ; ainsi, le financement sera remboursé par le droit de passage que paieront les personnes qui emprunteront le pont. La ville aurait souhaité qu'il soit édifié à hauteur du passage de l'ancien bac mais l'administration nationale choisit finalement de l'élever un peu plus au sud, au niveau de la rue de la Barre, qui devient donc la rue du Pont,.
Les noms des architectes varient selon les sources : on cite ainsi l'ingénieur Eugène Flachat, aidé de Jules Petiet ; M. Surville, né Eugène-Auguste-Georges-Louis Midy de la Greneraye (époux de la femme de lettres Laure Surville, sœur de Balzac,) et les frères Seguin, des ingénieurs ardéchois. Le pont mesurait 150 m sur trois travées, dont la plus importante faisait 63 m. Le mode de suspension était original, par lattes de fer constituées de bandes flexibles (fers plats) superposées, système breveté par M. Muel. De sept mètres de large, il compte deux trottoirs,.
Les piétons doivent payer 5 centimes, auxquels s'ajoutent des sommes correspondant à leur moyen de transport ou leur marchandise, de 2 centimes pour un mouton à 35 pour une charrette. Après la mise en service du pont le 24 avril 1842, on constate que le système de péage ralentit le trafic et peut aller jusqu'à occasionner des bagarres,. Le pont participe toutefois grandement au désenclavement de Suresnes, qui s'urbanise comme les communes voisines bordant la Seine. Ateliers et usines se développent le long du fleuve tandis que les guinguettes fleurissent sur les quais, où viennent s'encanailler ouvriers et Parisiens.

### Les deux ponts à bateau provisoires

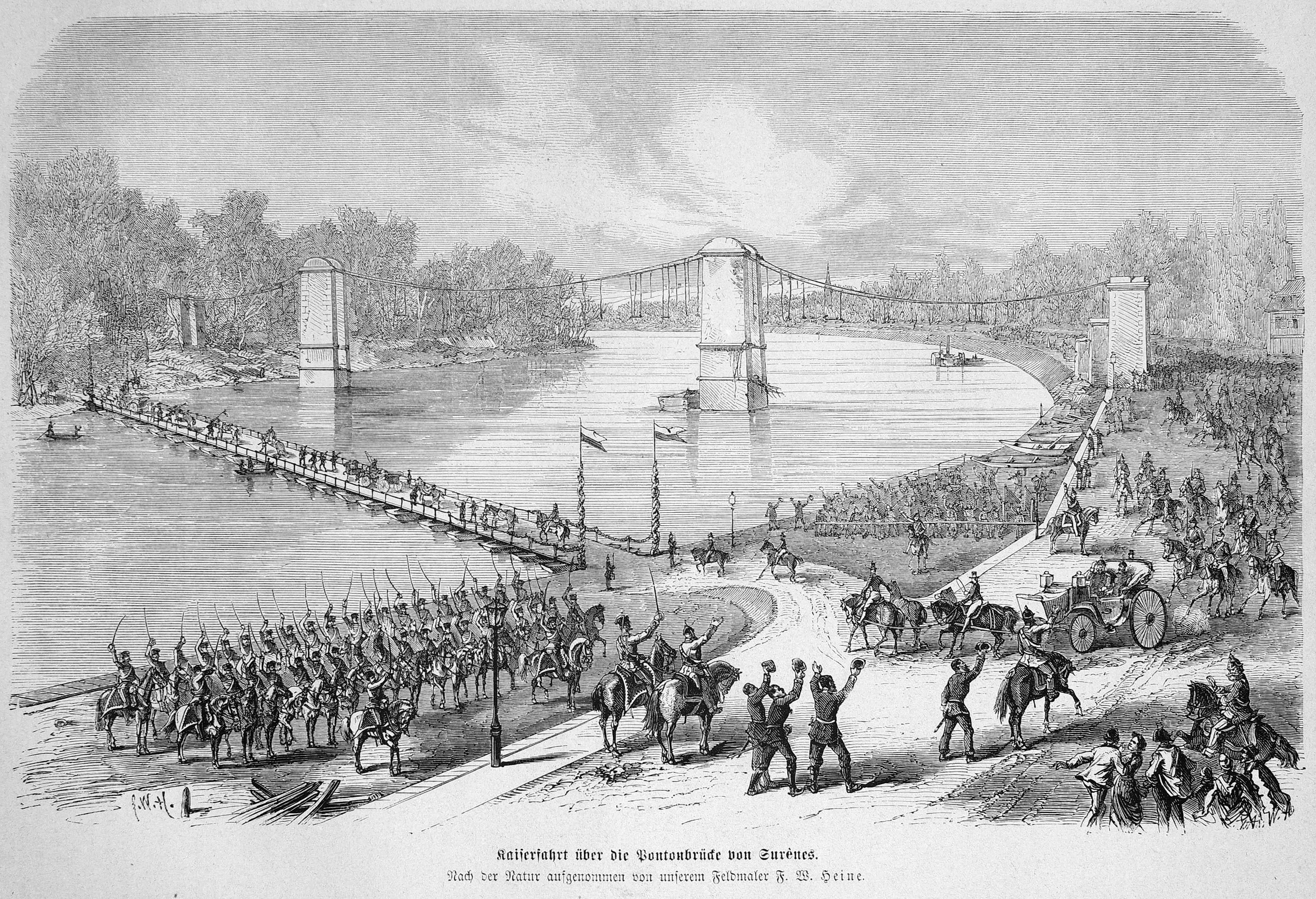
Le premier pont de Suresnes, en ruines, et le pont flottant édifié par les Prussiens.

Le pont est détruit pendant la guerre franco-prussienne de 1870, en septembre, par des Suresnois affolés par une rumeur qui annonçait l'arrivée des troupes prussiennes,. Selon une histoire locale, ils y auraient entassé le mobilier de cafés voisins avant d'y mettre le feu. Les archives militaires françaises indiquent cependant que la mise hors service du pont était de toute façon prévue afin de ralentir l'ennemi. Malgré cela, les Prussiens remportent la guerre. Bientôt proclamé empereur d'Allemagne à Versailles, le roi de Prusse Guillaume traverse la Seine à Suresnes le 8 février 1871 sur un pont de bateaux édifié par le génie allemand, qui le démantèle ensuite rapidement,.
Réfugiées à Versailles, les autorités de la jeune Troisième République française sont bientôt confrontées au soulèvement révolutionnaire de la Commune de Paris. Devant gagner la capitale pour les combattre, l'armée versaillaise construit un nouveau pont de bateaux. Une fois la rébellion matée et bien que provisoire, il est un temps conservé, le pont suspendu ayant subi trop de dégâts pour être réparé,.

### Le troisième pont: le pont métallique

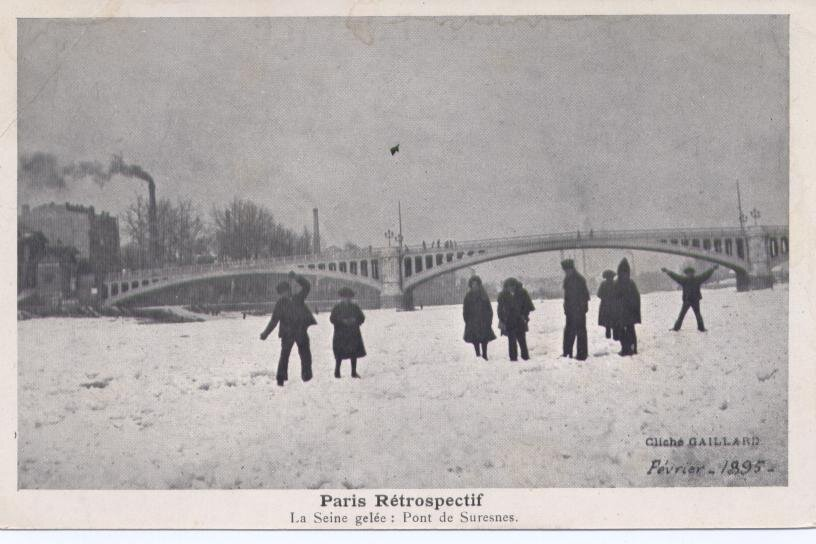
La Seine gelée en 1895.

La construction d'un nouveau pont est rapidement programmée. En 1872, le conseil municipal approuve le projet et les travaux démarrent dès l'année suivante, sous la houlette de l'ingénieur Legrand et de l'entreprise Martin. Il est inauguré le 24 novembre 1874 et le pont de bateaux est démonté,.
Pont métallique, il comprend trois arches et un tablier en fer et en fonte. Il est cependant rapidement jugé trop étroit par rapport à ses besoins en hausse constante, alors que la fréquentation des turfistes vers l'hippodrome de Longchamp voisin s'accroît. Le conseiller général Féron témoigne : « Les jours de courses ou de revue, la foule atteint un tel point qu’on s'y écrase littéralement ! ». Et c'est sans compter la mise en chantier du chemin de fer du bois de Boulogne reliant Suresnes à la porte Maillot à Paris et le développement de l'automobile. L'adaptation du pont devient donc urgente. Il est décidé de l'élargir à 17 mètres, les travaux étant menés par l'entreprise Crozel entre 1897 et 1901. L'architecte Jean Camille Formigé réalise les études pour son ornementation, tandis que le sculpteur Emmanuel Frémiet exécute les candélabres placés au-dessus de chaque pile, chacun d'entre eux étant orné de sculptures figurant les armoiries de Paris et de trois griffons présentant le blason de Suresnes,,,. Pour l'inauguration des nouveaux aménagements du pont en 1901, une plaquette en bronze est réalisée, dont l'iconographie fait référence à l'histoire des sources de Suresnes.
Construit sur le site de l'ancien pont suspendu, le nouveau débouche toujours côté Suresnes à hauteur de la rue du Pont, voie très populaire à l'époque où se trouvaient de nombreuses guinguettes et restaurants,. Ces lieux de plaisir disparaissent au milieu du XXe siècle, avec l'aménagement de l'entrée du quatrième pont. Quant à la rue du Pont en elle-même, elle disparaît définitivement lors du remodelage du quartier dans les années 1970, qui voit la démolition d'une partie du centre historique, remplacé par de grands immeubles. La galerie commerciale Bagatelle se situe peu ou prou à son emplacement.

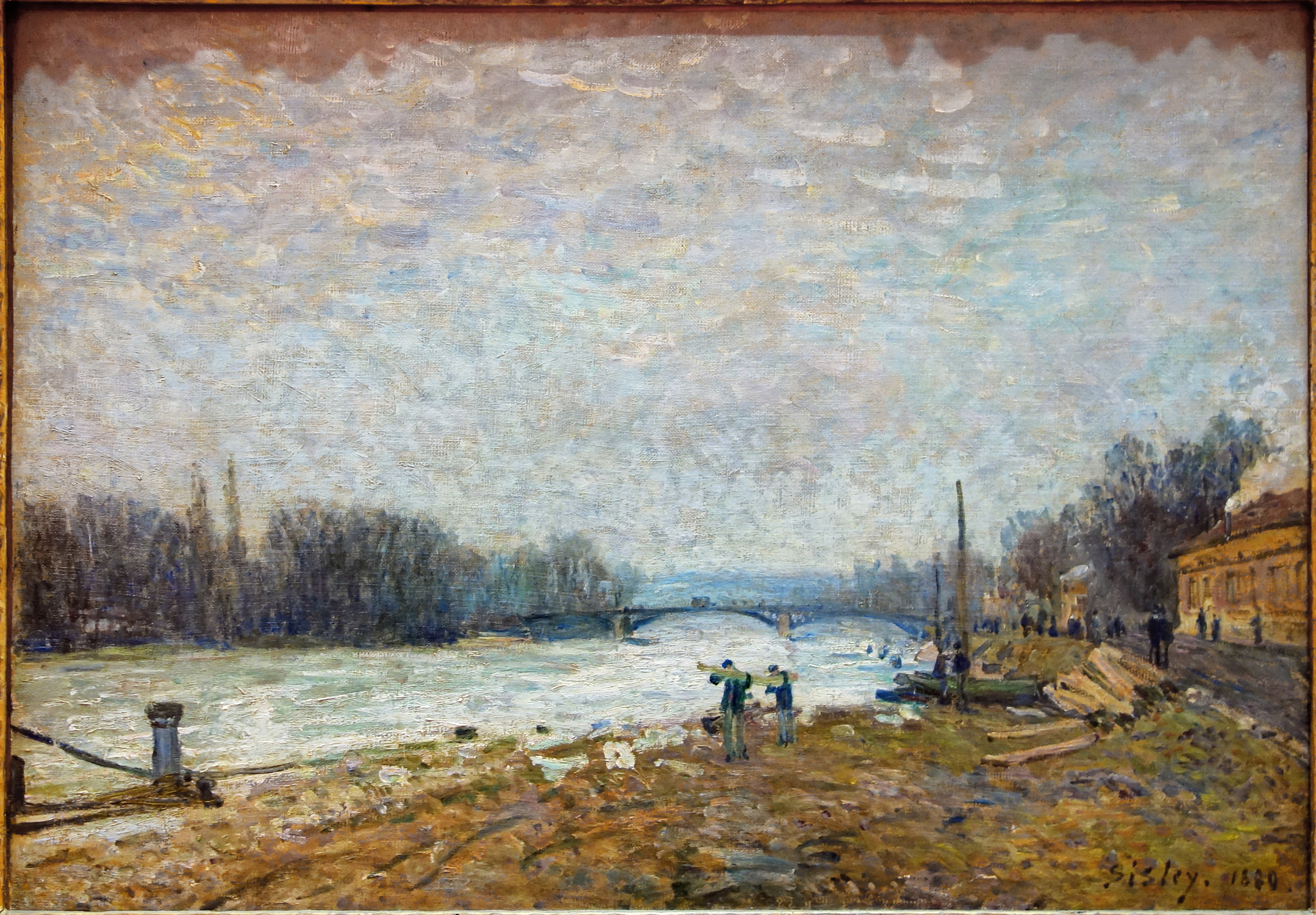
Après la débâcle, la Seine au pont de Suresnes par Alfred Sisley, 1880, Palais des Beaux-Arts de Lille.
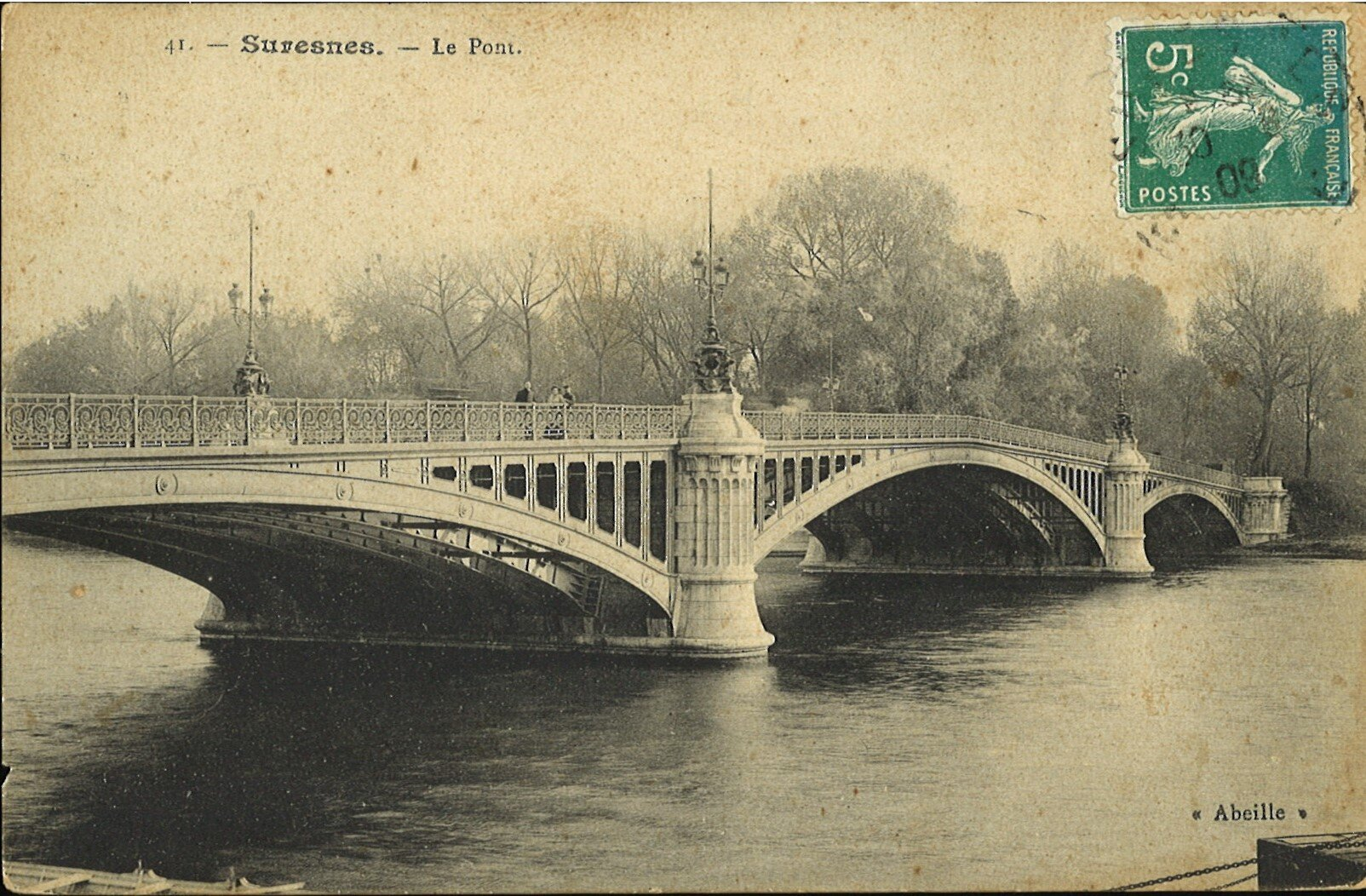
Le pont, vu de Suresnes.
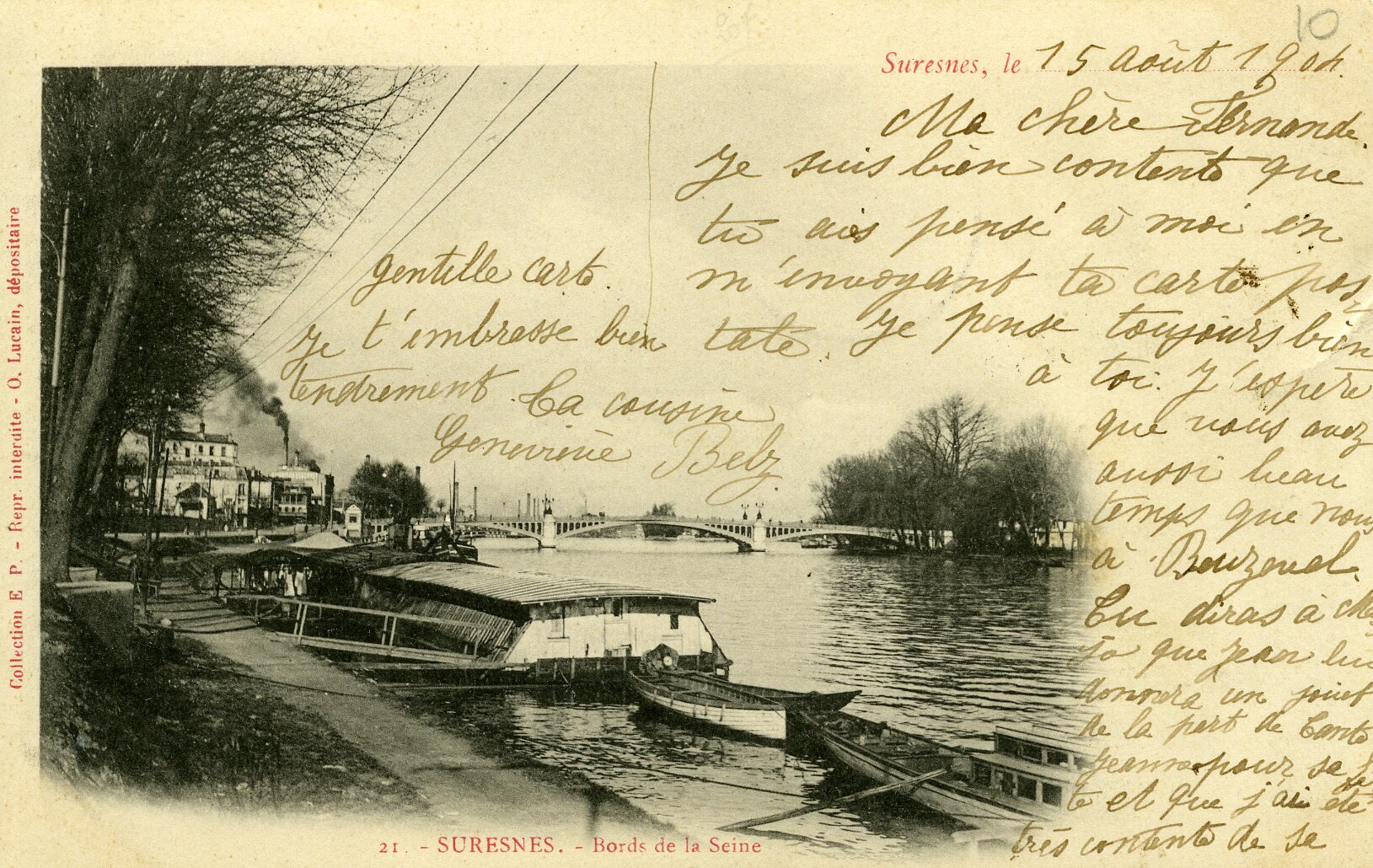
Le pont, vu des berges de Suresnes.
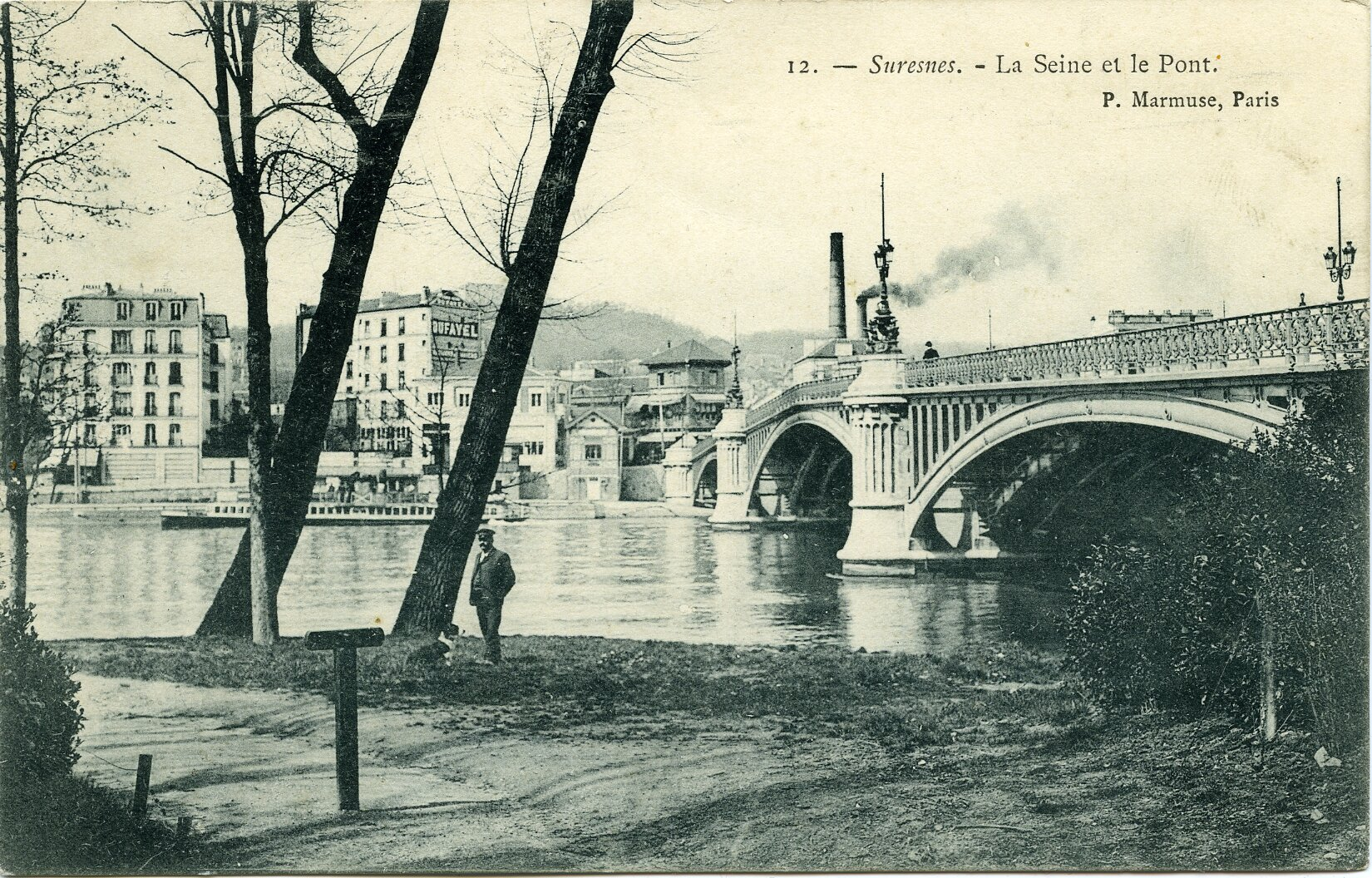
Le pont, vu du bois de Boulogne.
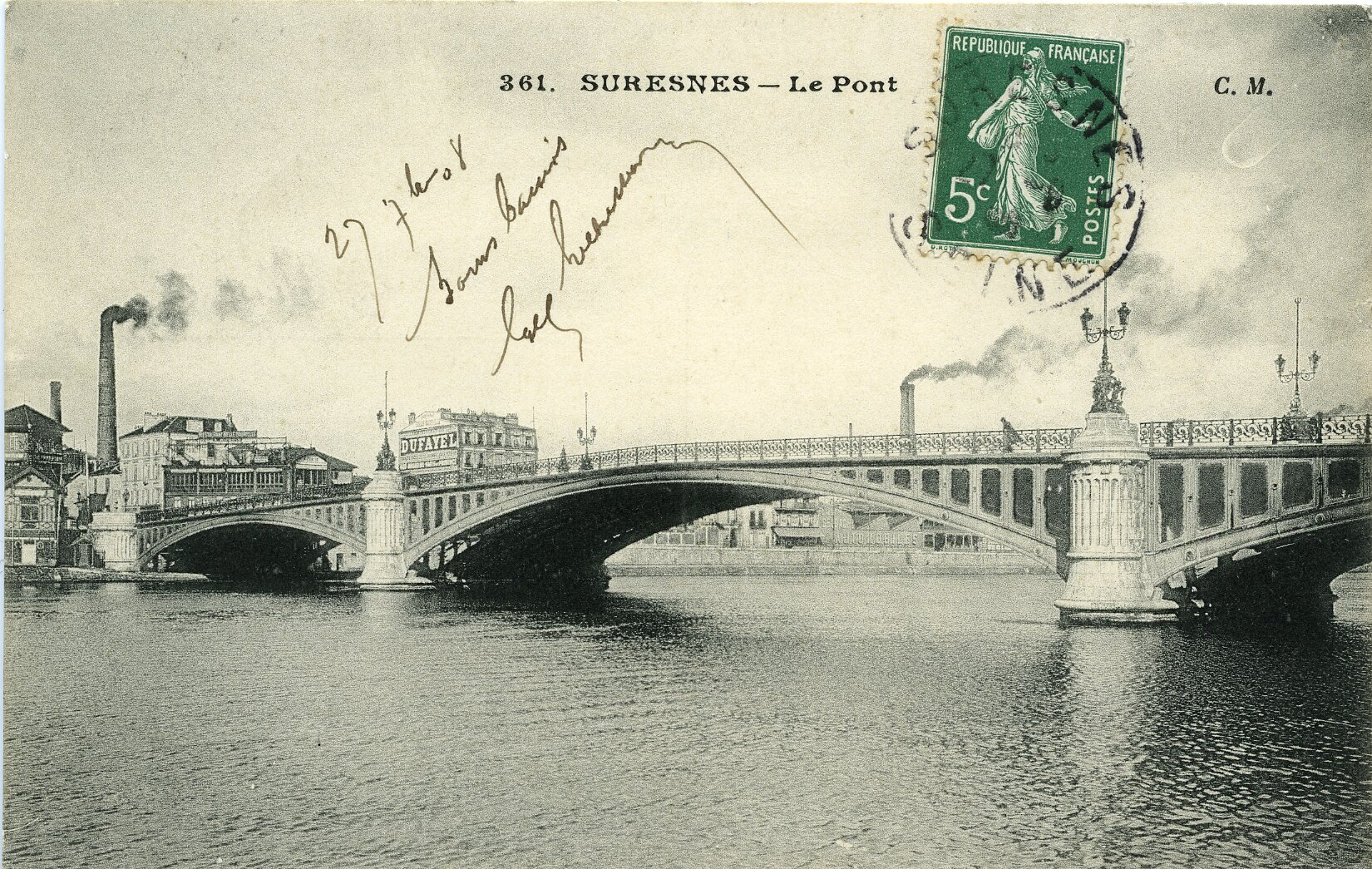
Idem, avec les cheminées d'usine de Suresnes.
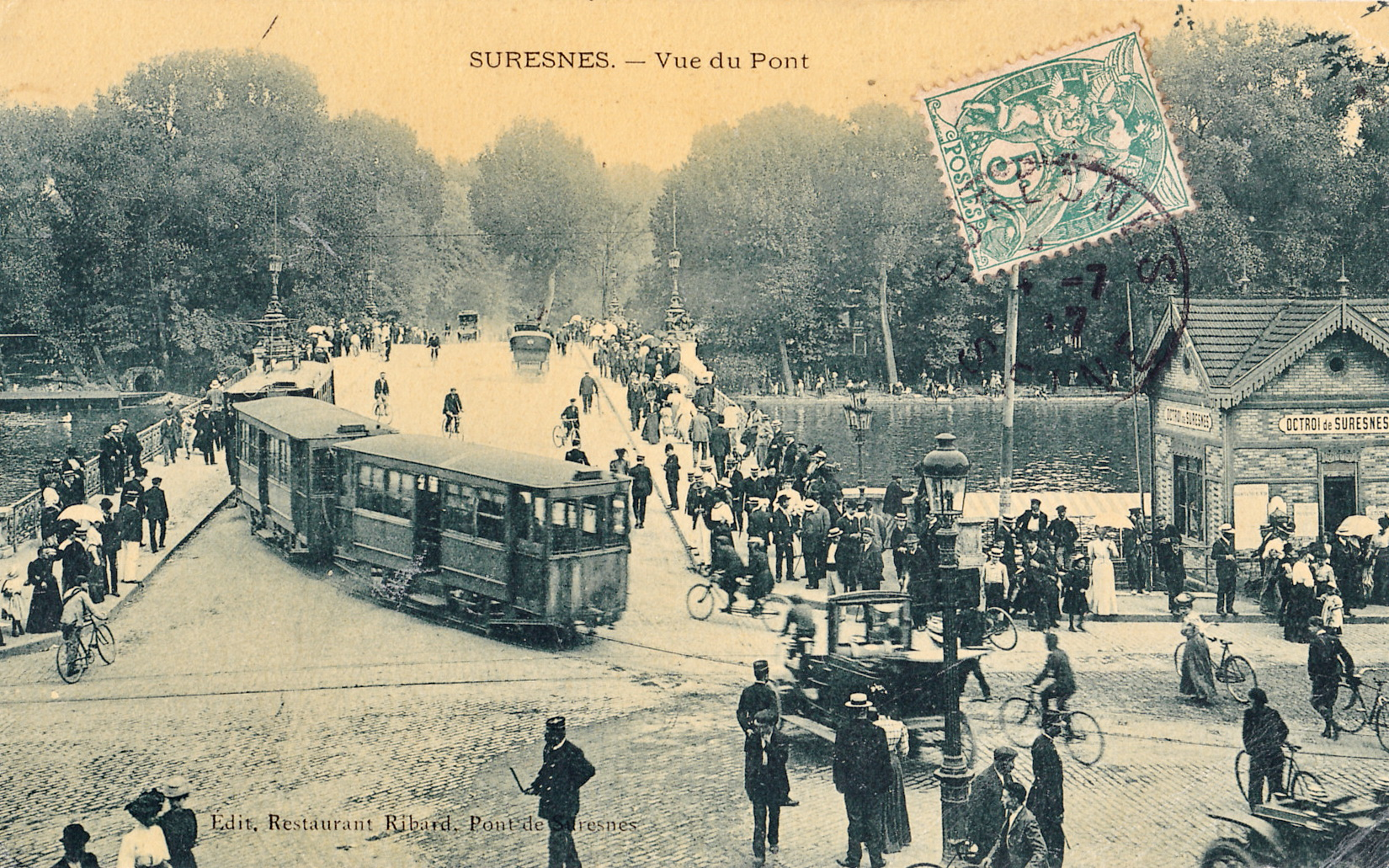
Le pont, photographié dans les années 1910.
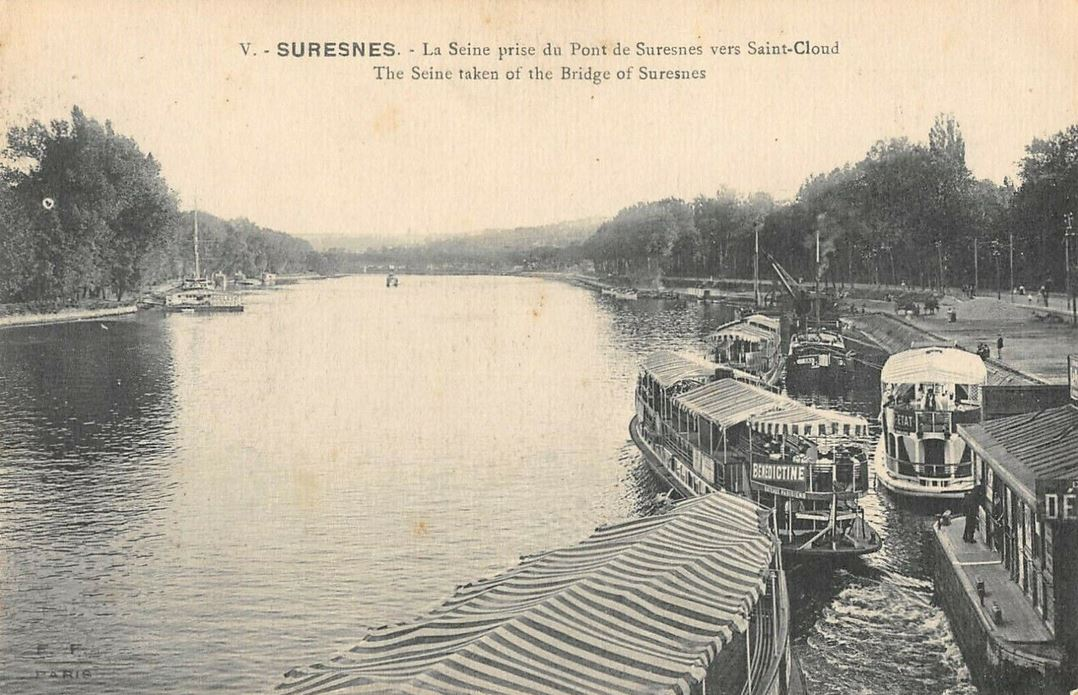
Vue vers Saint-Cloud.

### Le quatrième pont
Bien qu'agrandi, le pont métallique est bientôt encore jugé trop petit, alors que la circulation automobile ne fait qu'augmenter, de même que les embouteillages. Sa fragilité est aussi pointée du doigt après qu'une péniche a abîmé une de ses piles. En 1936, le maire de Suresnes Henri Sellier et le conseil général de la Seine se mettent donc d'accord sur la construction d'un nouveau pont,.
Conçu par les architectes G. Tréant, J. Mathé et Théo Sardnal assistés des ingénieurs des Ponts du département de la Seine, ce pont en arc est construit en plusieurs étapes de 1938 à 1950. La première phase des travaux, de 1938 à 1942, est réalisée par l'entreprise Dayde et la deuxième, de 1947 à 1950, par l'entreprise Billiard, la Seconde Guerre mondiale ayant interrompu le chantier. De 160 mètres de long pour 30 de large, il comprend deux piles et des culées de béton armé, avec un tablier de poutres métalliques entretoisées et enrobées de béton,,,.
Il est décidé non pas de construire le pont à la place de l'ancien mais à côté, laissant fonctionner celui de 1874 jusqu'à la fin des travaux, afin de ne pas interrompre la circulation automobile entre Paris et Suresnes. Côté Suresnes, son débouché doit désormais se faire directement avec le boulevard de Versailles (actuel boulevard Henri-Sellier), voie de communication bien plus importante que la petite rue du Pont. Il surplombe aussi les quais qui lui sont perpendiculaires, des rampes d'accès étant aménagées afin de relier les voies entre elles. Le nouveau pont est érigé en amont de l'ancien pont (donc au sud de celui-ci), sur un angle de 8 degrés par rapport au fleuve. Il est inauguré le 22 février 1951, en présence du président du conseil municipal de Paris Pierre de Gaulle, du préfet de la Seine Paul Haag et du maire de Suresnes Louis Bert,,.

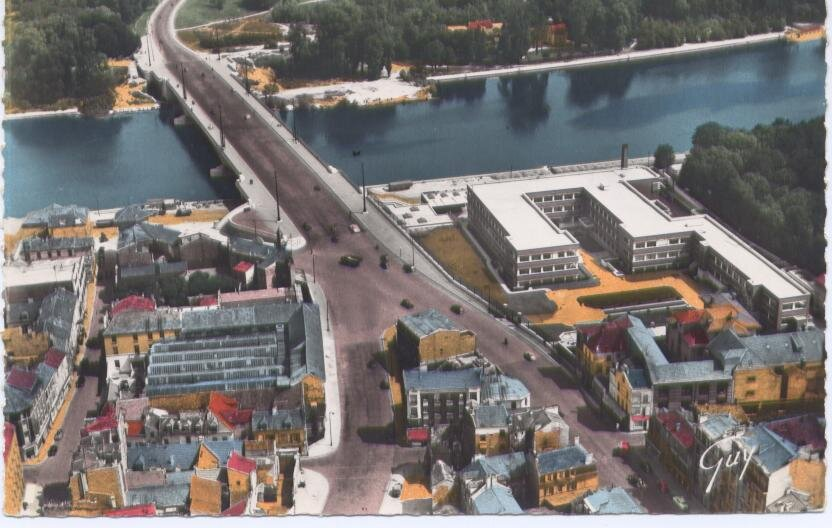
Le pont en 1970, alors que le boulevard Henri-Sellier n'est pas encore réaménagé. À droite, les usines Coty.
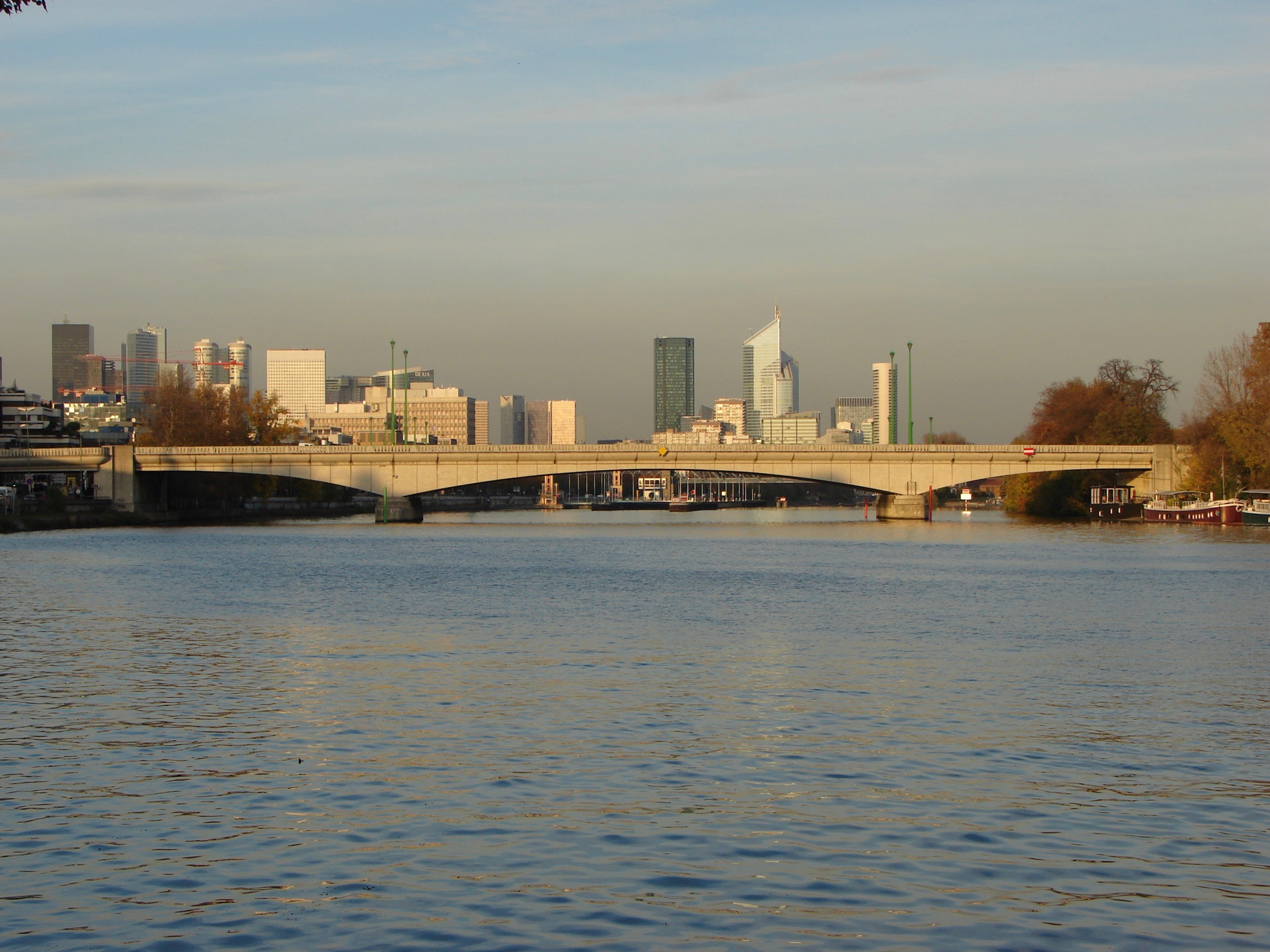
Le pont en 2006, avec en arrière-plan le quartier de La Défense.
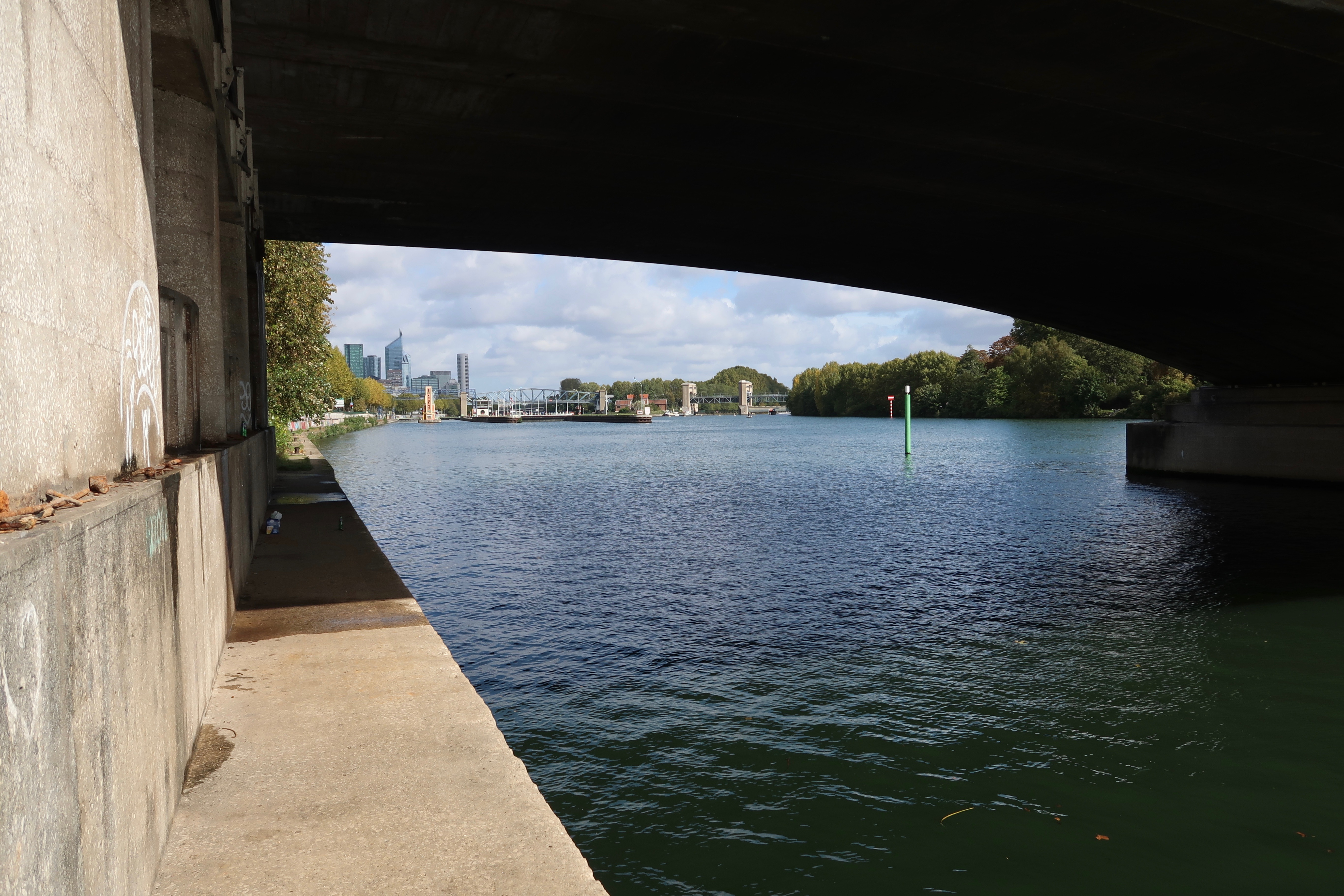
Sous le pont.
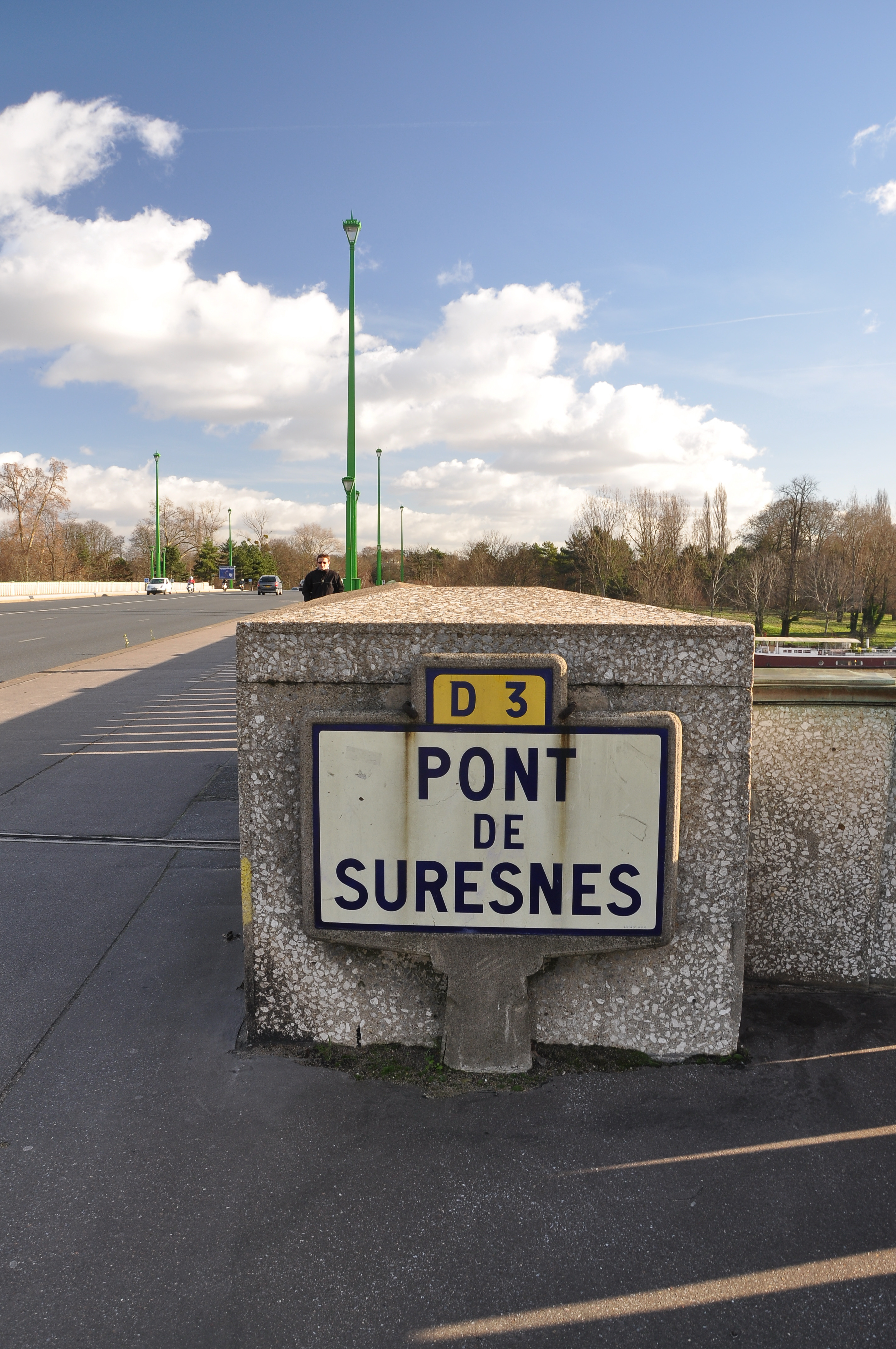
Panneau.

## Trafic routier
À cet endroit, la Seine est bordée côté bois de Boulogne par l'allée du Bord-de-l'Eau, et côté Suresnes, par le quai Gallieni au nord et le quai Léon-Blum au sud. Le pont prolonge le boulevard Henri-Sellier, à la sortie duquel des voies latérales permettent d'accéder aux quais. Du côté du bois de Boulogne, le pont, qui suit le tracé de l'ancienne route nationale 185 (D 985), est dans l'axe de la route de Suresnes.
Lors d'un comptage effectué en 2007 au moyen de compteurs à tubes, le trafic moyen journalier annuel s'élevait à 47 620 véhicules.

## Dans la fiction
- Une scène du film Le Fou du labo 4 (1967) de Jacques Besnard y est tournée[25].